# لينيبيثيما تساتشيلا
لينيبيثيما تساتشيلا (بالإنجليزية: Linepithema tsachila)هو نوع من النمل ينتمي إلى جنس، وقد وُصف هذا النوع لأول مرة من قبل عالم الحشرات ألكسندر إل. وايلد سنة 2007.

## التواجد
تم تسجيل هذا النوع في الإكوادور.